# Chile történelme
Chile történelme több ezer éves időszakot ölel fel.

## A kezdetek
A terület első lakói az észak felől 10 000 évvel ezelőtt ide vándorló emberek voltak, akik a folyók termékeny völgyeiben valamint a tengerparton telepedtek le. Az Inka Birodalom az 1500-as évek elejére elfoglalta a mai Észak-Chile kopár, kietlen területeit is.

## A spanyol gyarmatosítás

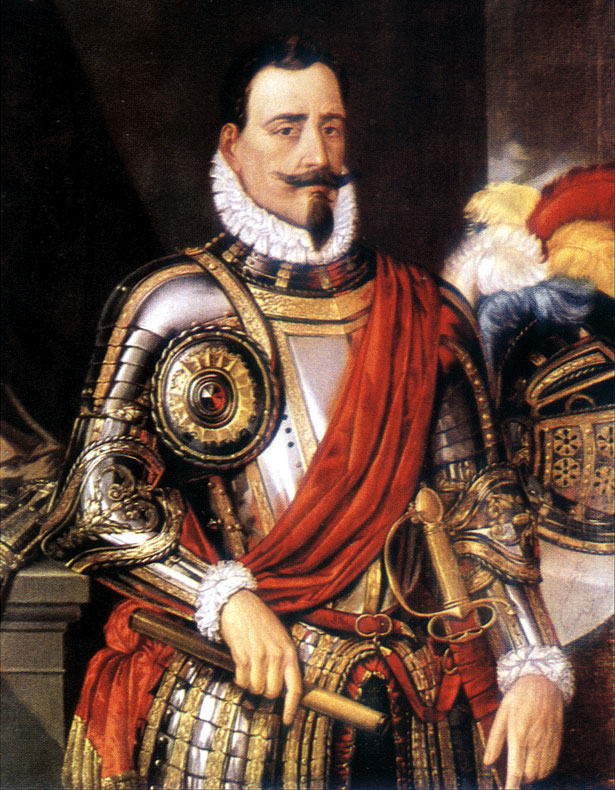
Pedro de Valdivia

Az első európai, aki a térségben járt, az 1520-ban Magellan volt, aki felfedezte azt a déli átjárót a Csendes-óceán és az Atlanti-óceán között, amit ma Magellán-szorosnak hívnak. a következő európai a spanyol Diego de Almagro konkvisztádor és csapata volt, aki 1535-ben Peru felől jött és aranyat keresett. A felfedezők több helyi indián kultúrával is találkoztak a területen, akik főleg mezőgazdaságból és vadászatból éltek. Chile gyarmatosítása 1540-ben kezdődött, és Pedro de Valdivia, Pizarro egy főhadnagya vezette, aki 1541. február 12-én megalapította Santiago de Chile városát. Bár a spanyolok nem találtak számottevő arany- és ezüstlelőhelyeket, felismerték a központi völgy mezőgazdasági jelentőségét, és a terület a Perui Alkirályság része lett. A terület gyarmatosítása lassan haladt az őslakosok jelentős ellenállása miatt. Egy 1553-as indián felkelés Valdivia halálával végződött, és sok spanyol település is elpusztult. 1598-ban és 1655-ben is jelentős felkelések robbantak ki. 1683-ban a rabszolgaság eltörlése enyhítette a feszültséget a telepesek és az őslakosok között.

## A függetlenség elnyerése

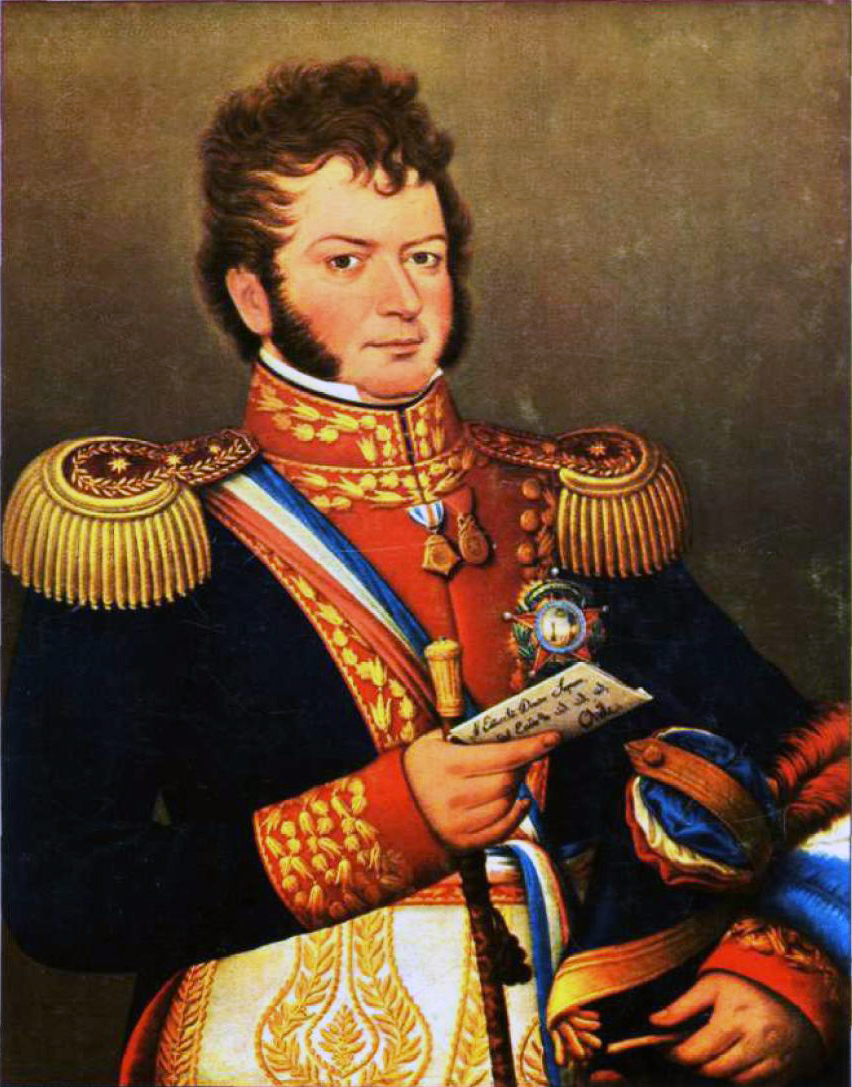
Bernardo O’Higgins

1808-ban Chilében létrejöttek az első függetlenségi mozgalmak, majd (a napóleoni háborúkat és Spanyolország gyengeségét kihasználva) Chile 1810-ben autonóm köztársaság lett a Spanyol Királyságon belül. 1817-től a függetlenségi mozgalom vezetője Bernardo O’Higgins lett, aki fegyveres erőivel legyőzte a királypárti seregeket, majd 1818. február 12-én Chilét független köztársasággá nyilvánították O'Higgins vezetése alatt.

## Chile a 19. században

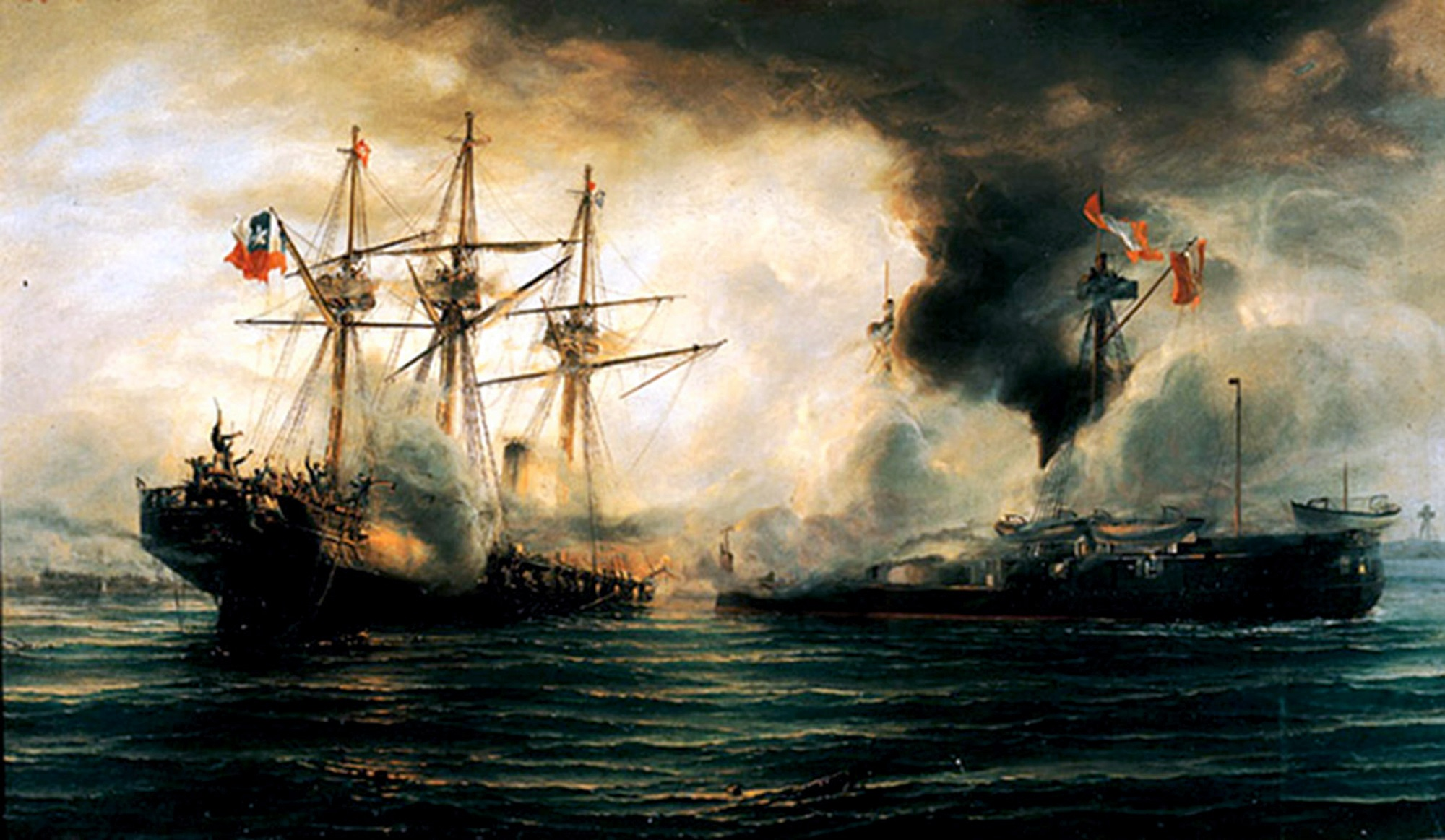
Az iquique-i csata a Salétromháborúban(1879. május 21.)

Habár az ország független lett, a társadalom megőrizte a gyarmati időszak alatti szerkezetét. A gazdag családok és a római katolikus egyház továbbra is nagy befolyást gyakorolt a közélet alakulására. Habár ezt a helyzetet megszüntette egy erős elnöki hatalom, de a gazdag földbirtokosoknak továbbra is sok hatalmuk maradt. A 19. század végére a kormány megszilárdította hatalmát, és ezzel egyidőben a déli területeken könyörtelenül elnyomta az indián népességet. 1879 és 1883 között Chile Peru és Bolívia ellen vívta a könyörtelen salétromháborút, melyben hatalmas veszteségek árán (több mint 15 000 sebesült és halott), de megszerezte az ellenőrzést a salétromban gazdag Atacama-sivatag felett (s ezzel több mint egyharmadával növelte területét), és így kiszorította Bolíviát a Csendes-óceán partvidékéről. 1881-ben Chile és Argentína szerződést kötött a Magellán-szoros feletti ellenőrzés megosztásáról. 1891-ben polgárháború dúlt Chilében, melynek eredményeként újra felosztották a hatalmat az elnök és a kongresszus között, és létrejött egy parlamentáris demokrácia az országban.

## Chile a 20. században

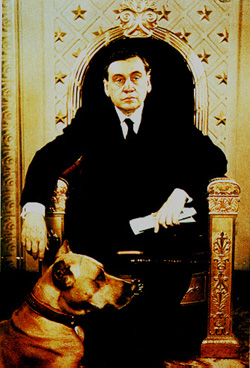
Arturo Alessandri Palma

Az 1920-as években az erős középosztálynak hála, a reformpárti Arturi Alessandri Palma lett az elnök, aki Mussolini olasz államának néhány eleme iránt bámulattal volt. Az 1920-as években megerősödtek a marxista csoportok is. 1924-ben Luis Altamirano tábornok vezetésével katonai puccs zajlott le az országban, amely zűrzavart hozott egészen 1932-ig. Az 1925 és 1932 között fennálló chilei katonai diktatúra nem volt olyan véres és korrupt, mint a hasonló kormányok Dél-Amerika többi országában. Végül 1932-ben a katonai kormány lemondott hatalmáról, és az országban visszaállt az alkotmányos rend. 1973-ban a gazdaság súlyos válságba került. Az infláció hatalmas méreteket öltött. 1973. szeptember 11-én egy újabb katonai puccs megdöntötte Salvador Allende baloldali kormányát, majd az addigi elnök öngyilkosságot követett el. A hatalmat egy jobboldali tábornok, Augusto Pinochet vette át, akinek az elnöklése alatt az emberi jogok súlyosan sérültek. A diktatúra alatt több tízezer ember kényszerült elhagyni az országot, és szintén tízezreket vetettek börtönbe és kínoztak meg. Egy nem szabályos népszavazás után új alkotmányt fogadtak el 1980. szeptember 11-én, melynek köszönhetően Pinochet újabb nyolc évre lett elnök. 1989. december 14-én a demokratikus választásokon a szavazók többsége a kereszténydemokrata Patrício Aylwint választotta elnökké.

## Chile a 21. században
- 2011-es magallanesi tüntetések
- 2020-as chilei népszavazás

## Fordítás
Ez a szócikk részben vagy egészben  a   History of Chile című angol Wikipédia-szócikk fordításán alapul.  Az eredeti cikk szerkesztőit annak laptörténete sorolja fel. Ez a jelzés csupán a megfogalmazás eredetét és a szerzői jogokat jelzi, nem szolgál a cikkben szereplő információk forrásmegjelöléseként.